# Ligia italica
Ligia italica Fabricius, 1798 è un crostaceo isopode della famiglia Ligiidae.

## Habitat e distribuzione
Comune su fondali rocciosi o pietrosi.